# Algimantas Dailidė
Algimantas Mykolas Dailidė (* 12. März 1921 in Kaunas; † 2015 in Deutschland (Kirchberg?)) war ein litauisches Mitglied der Sicherheitspolizei Saugumas. Er stand auf der Liste der meistgesuchten Nazi-Kriegsverbrecher. 1944 floh mit einem Pferdewagen gemeinsam mit seinem Onkel vor den anrückenden Russen nach Deutschland. Er heiratete 1945 in Bamberg die Deutsche Ruth Anneliese Meyer aus Greiz in Thüringen. 1950 erfolgte die Auswanderung in die USA. Das Ehepaar bekam zwei Söhne. In den USA arbeitete er erst in einer Brauerei und später als Geschäftsmann. Er arbeitete später bis zu seinem Ruhestand als Immobilienmakler. Danach zog er sich nach Gulfport, Florida zurück. Nach Öffnung der Archive in Litauen nach der wiedererlangten Unabhängigkeit wurde seine Mitgliedschaft in der Saugumas den amerikanischen Behörden bekannt und seine amerikanische Staatsbürgerschaft widerrufen. Daher wurde er 2003 abgeschoben. Ab 2003 lebte er in Kirchberg in Sachsen, weil dort ein Cousin seiner Frau lebte.
Im Jahre 2006 stellte sich Dailidė den litauischen Behörden. Ein litauisches Gericht beschuldigte ihn, zwölf Juden, die aus dem Ghetto Vilnius geflohen waren, erneut gefangen genommen zu haben, um sie von den Nazis exekutieren zu lassen. Außerdem wurde er verurteilt, zwei Polen aus politischen Gründen gefangen genommen zu haben. Das litauische Gericht verurteilte ihn zwar zu fünf Jahren Haft, er müsse aber, so das Gericht, aufgrund seines Alters und da er keine Gefahr für die Bevölkerung mehr darstelle, seine Haftstrafe nicht antreten.
Im Jahr 2008 berichtete die israelische Tageszeitung Haaretz, dass Dailide mit seiner Frau wieder in Kirchberg lebte und von der deutschen Rente seiner Frau lebte.
Er wurde auf dem Spring Grove Cemetery in Medina (Ohio) begraben. Dort ist auch seine Ruth Anneliese Dailide (1916–2009) und sein Sohn Al Dailide (1950–2012) begraben.
Seltsamerweise wurde er noch im Dezember 2018 vom Simon Wiesenthal Center – Israel Office in der List of Nazi War Criminals Slated for Possible Prosecution in 2019 (Liste der Nazi-Kriegsverbrecher, die 2019 vor Gericht gestellt werden könnten) aufgeführt.